# Lithoscaptus paradoxus
Lithoscaptus paradoxus is een krabbensoort uit de familie van de Cryptochiridae. De wetenschappelijke naam van de soort is voor het eerst geldig gepubliceerd in 1862 door A. Milne-Edwards.